# سوزان فيرنر
سوزان فيرنر (بالإنجليزية: Susan Werner)‏ هي ملحنة ومغنية مؤلفة ومغنية وعازفة قيثارة أمريكية، ولدت في 6 أبريل 1965 في مانشستر في الولايات المتحدة.

## وصلات خارجية
- سوزان فيرنر على موقع ميوزك برينز (الإنجليزية)
- سوزان فيرنر على موقع أول ميوزيك (الإنجليزية)
- سوزان فيرنر على موقع ديسكوغز (الإنجليزية)